# 판다누스
판다누스(학명: Pandanus boninensis 판다누스 보니넨시스[*])는 일본 오가사와라제도의 건조림에서 흔히 볼 수 있는 식물종이다. 지주근이 있으며 바위 위에서 성장한다. Phylloplatypus pandani라는 곤충은 판다누스의 잎을 먹는 식식성 딱정벌레로 1998년 과학자들이 처음 발견했다.
Kodonospora tetracolumnaris라는 곰팡이는 판다누스의 죽은 잎에서 분리시켜 1993년 기술되었다.

## 특징
오가사와라제도 바다 근처에 자생하며 높이는 3~12m이다. 판다누스과 식물 전반에서 볼 수 있는 특징으로 기근이 지주처럼 줄기를 휘감아 문어처럼 보여 판다누스목의 모식종이 된다. 나무껍질은 아당과 마찬가지로 담갈색이며 낙엽 자국의 가로 줄무늬가 있다. 지주근은 매끈하고 작은 돌기가 드문드문 있다.
잎은 가늘고 길며 길이 1-2m 정도에 이르며 끝이 뾰족하고 엽연에는 크고 날카로운 가시 같은 톱니가 달린다. 잎의 가시는 아당보다 촘촘하다.
꽃이 피는 시기는 초여름이 되는 7월이다. 자웅이주이다. 수꽃은 흰색이며 암꽃은 담록색이고, 여름에 수십 개의 열매가 굳어진 파인애플 모양의 집합과가 달린다. 집합과는 둘레가 약 20cm이며, 가을에 주황색으로 익는다. 익은 열매는 보닌날여우박쥐가 즐겨 먹는다. 또 열매는 삶아서 식용으로 하거나 식용유를 채취하는 원료로 삼는다.
오가사와라 제도의 고유종으로, 하치조섬 등에 유입되었으며, 잎의 아름다움 때문에 관엽식물로 판매되고 있다. 난세이 제도에 많이 번식하는 아당의 근연종으로, 아당의 잎에 난 작은 톱니 등으로 이를 구분할 수 있다.

## 사진

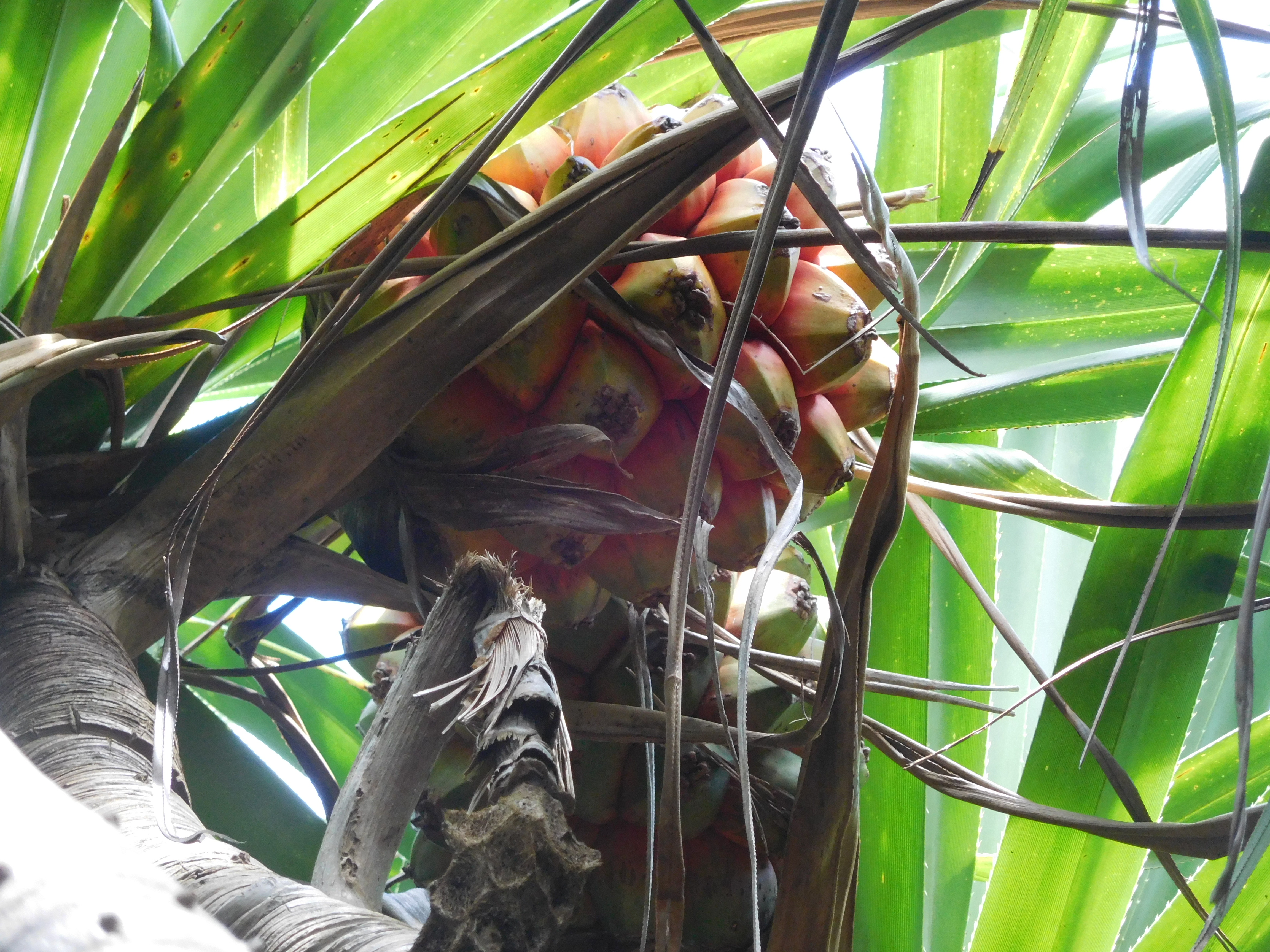
익어가는 열매(오가사와라제도의 치지섬)
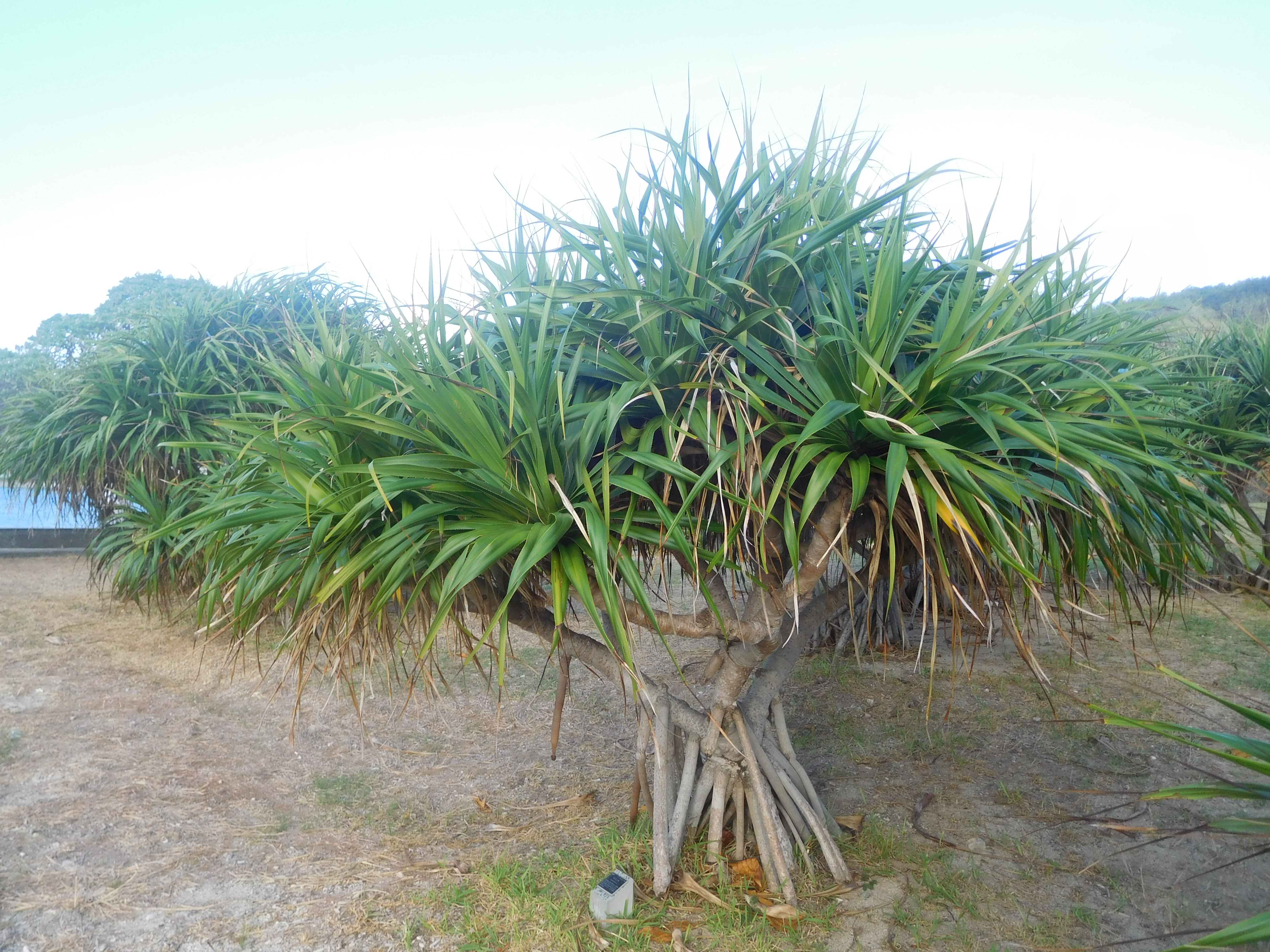
주기근(오가사와라제도의 치지섬에 있는 오가미야마 공원) - 1m 정도의 나무 높이
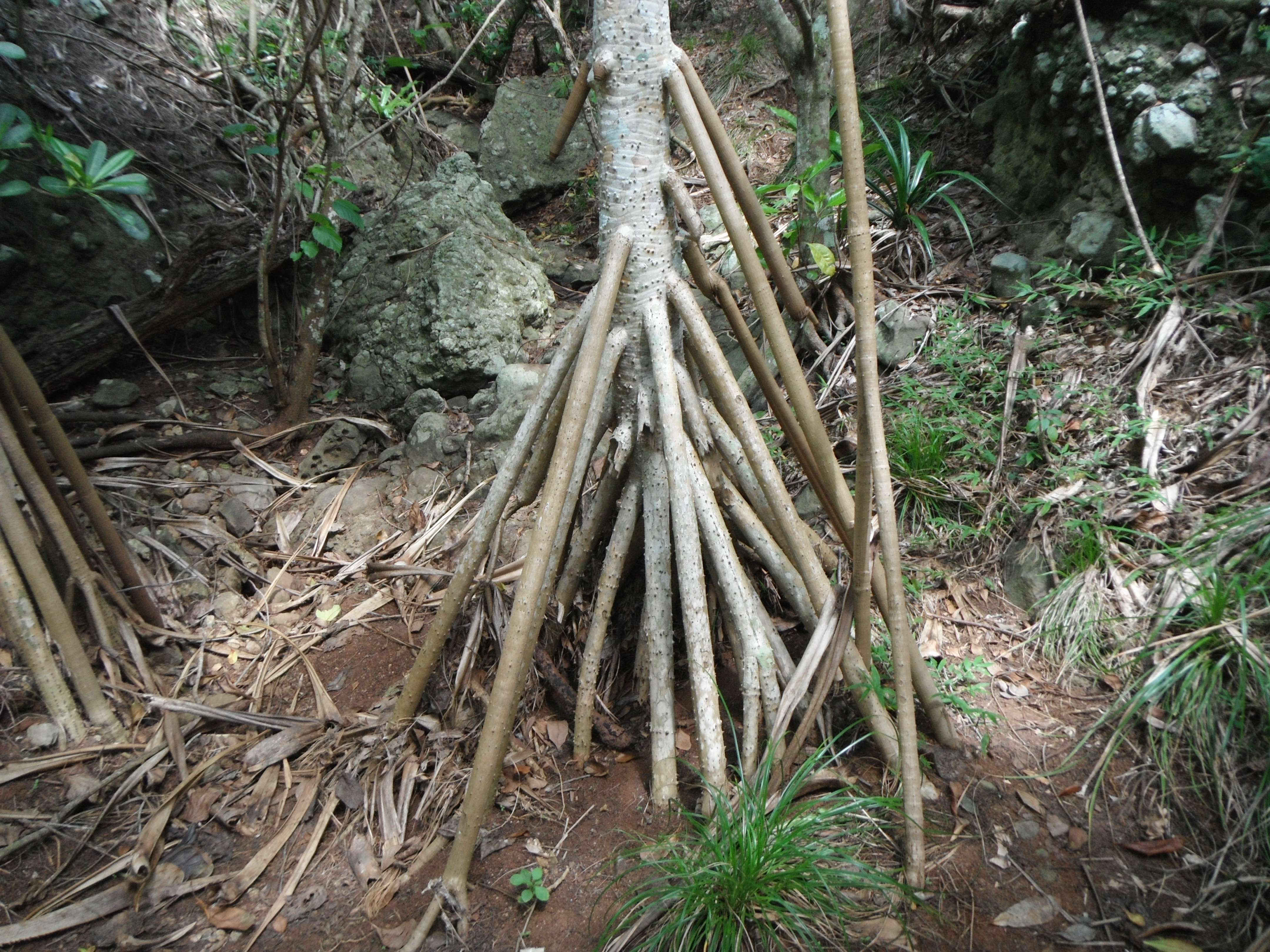
판다누스의 기근 (오가사와라제도의 치지섬) - 5m 정도의 나무 높이
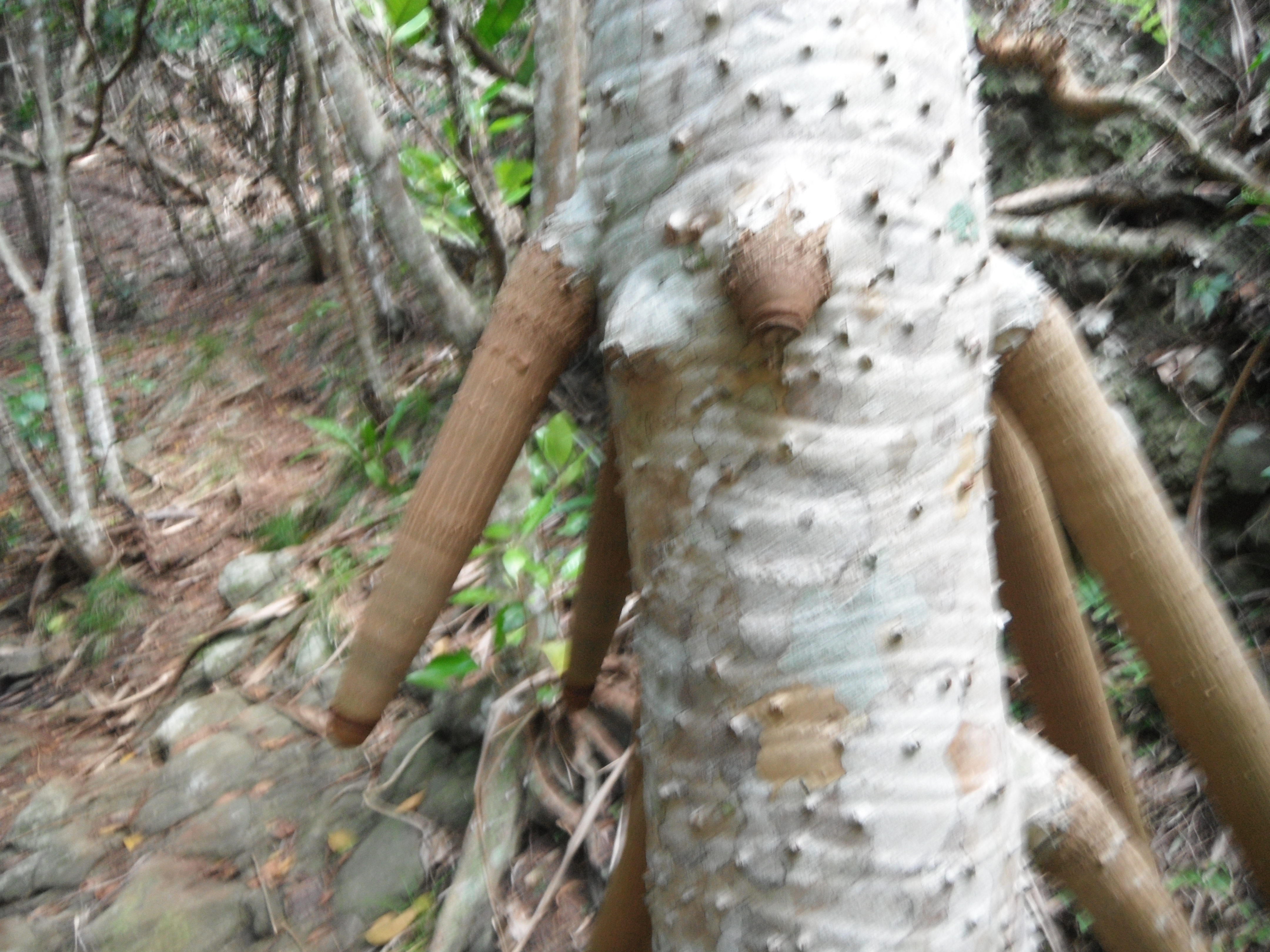
기근이 자랐던 부위 (오가사와라제도의 치지섬)
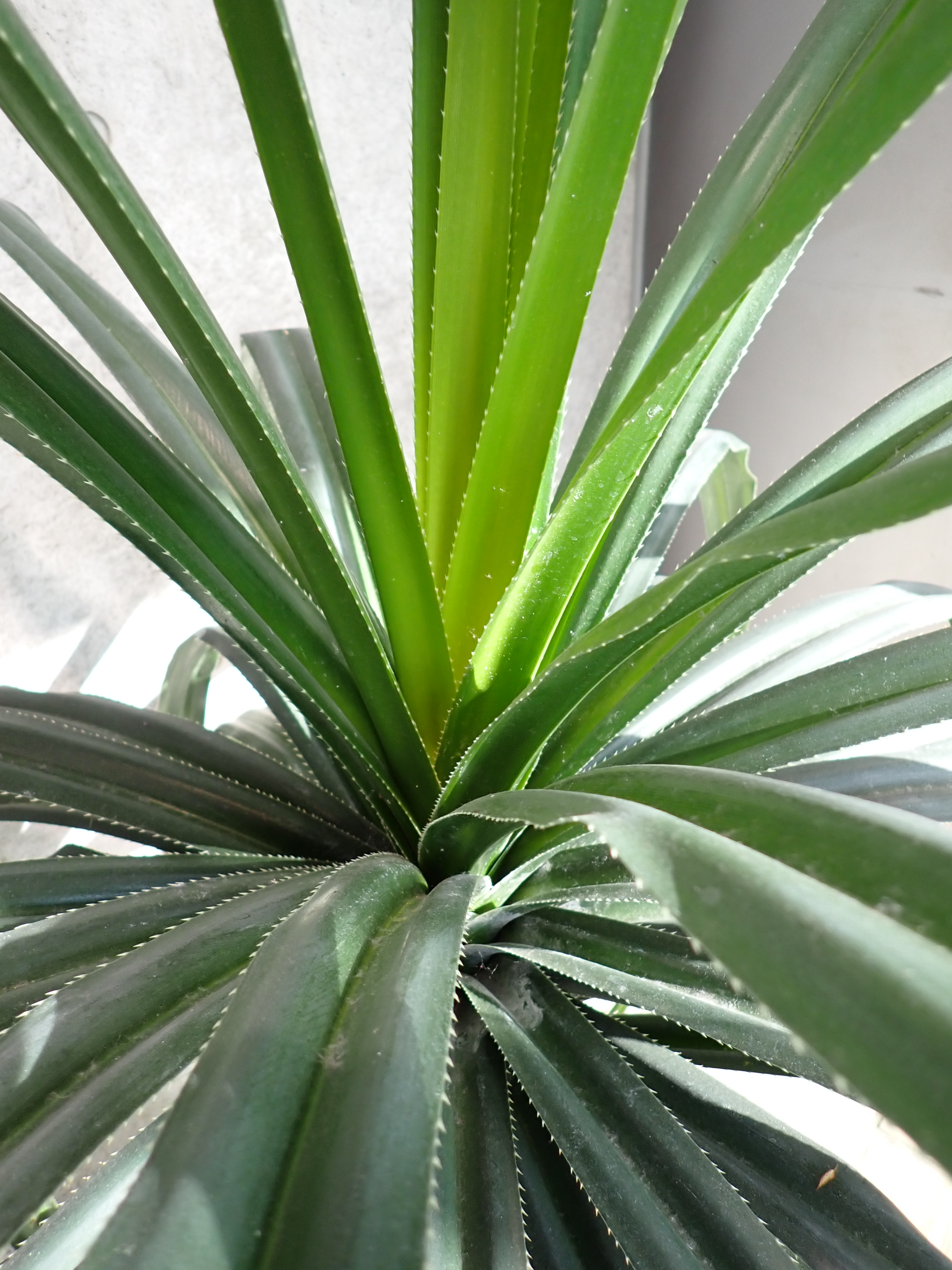
담록색 톱니 (2024년 12월 도쿄도 유메노시마 열대식물관)